# Hugo Perls

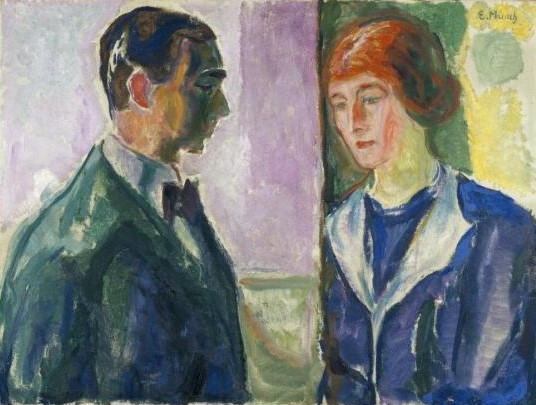
Edvard Munch: Käte und Hugo Perls (1913)

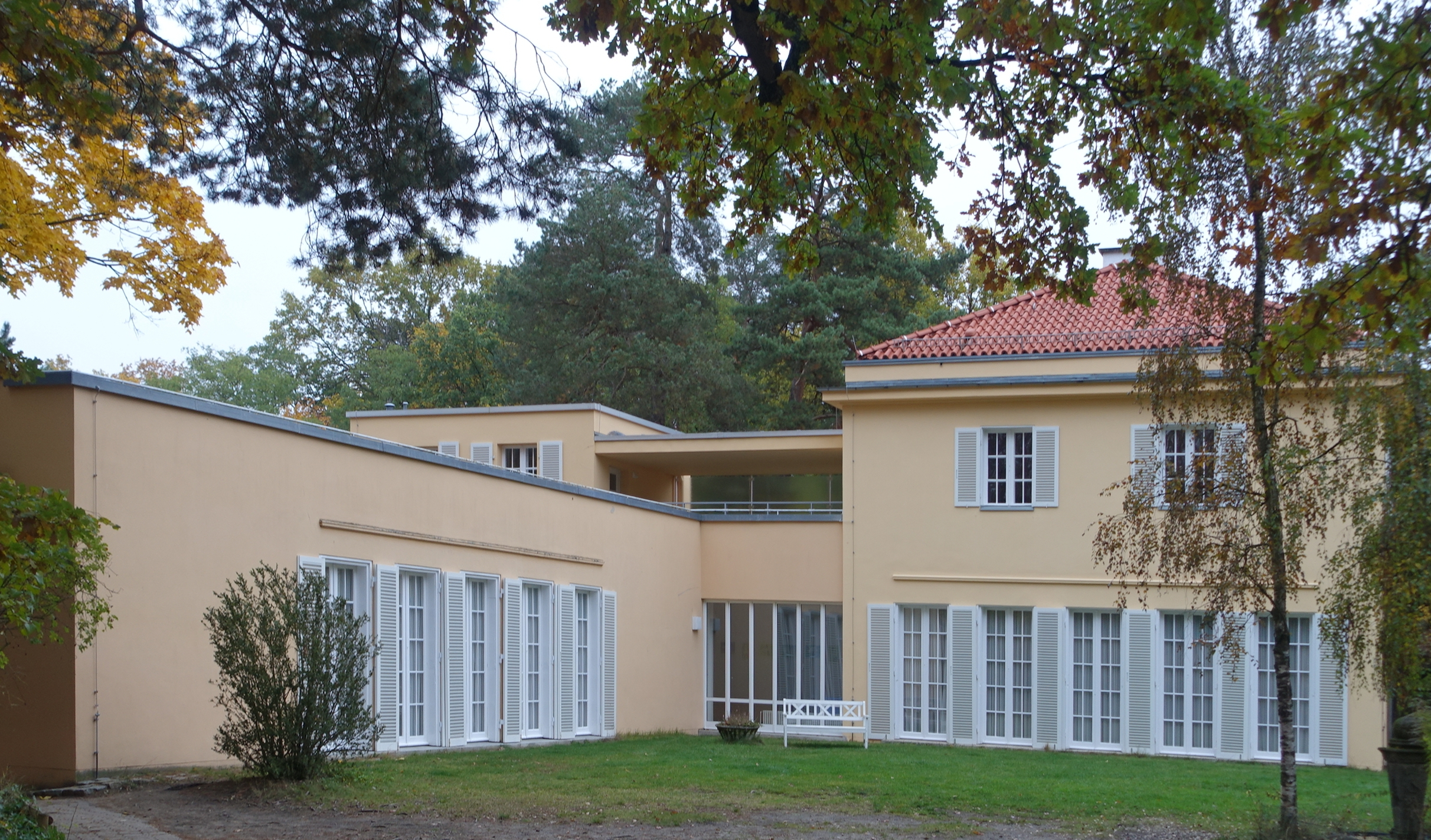
Haus Perls (Zehlendorf)

Hugo Perls (geboren 24. Mai 1886 in Rybnik, Deutsches Reich; gestorben 14. August 1977 in New York City) war ein deutschamerikanischer Kunsthändler und Philosoph.

## Leben
Hugo Perls war ein Sohn der Laura Haase (1862–1919) und des Bankiers Hugo Perls. Er studierte Jura, Philosophie und Kunstgeschichte an den Universitäten Freiburg und Berlin und trat als Jurist in den Auswärtigen Dienst ein. Perls heiratete 1910 Käte Kolker (1889–1945), eine Nichte des Industriellen und Kunstsammlers Hugo Kolker, sie hatten drei Söhne. Über Kätes Cousine Elsa, Tochter von Hugo Kolker, war Perls mit dem Kunsthistoriker Curt Glaser verwandt. Mit dem Vermögen seiner Frau ließen sich die beiden 1911 vom Architekten Ludwig Mies van der Rohe in Berlin eine Villa bauen. Perls wurde ebenfalls Kunstsammler und besaß unter anderem eine große Graphiksammlung, darunter von Edvard Munch mehr als 300 Blätter, von denen er 1914 200 Blätter an die Kunsthandlung Arnold in Dresden verkaufte. 1913 trat er als Leihgeber eines Picassobildes bei einer Ausstellung in der Münchner Galerie Thannhauser hervor. 1914 tauschte er mit Eduard Fuchs die Villa in Zehlendorf gegen fünf Gemälde von Max Liebermann und wohnte fortan zur Miete in der Margaretenstraße 8, 3. Stock in Berlin.
Perls quittierte 1919/20 den Staatsdienst und begann eine Tätigkeit als Kunsthändler in seiner Wohnung in Berlin. 1923 eröffnete er eine Galerie in der Bellevuestraße Hausnummer 10, in der Eröffnungsausstellung zeigte er deutsche und französische Kunst des 19. und beginnenden 20. Jahrhunderts, darunter Böcklin, Thoma, Corinth, Liebermann, Courbet, Degas, Monet und Sisley. Neben dem wechselnden Kunsthandelsangebot zeigte er einmal jährlich eine Sonderausstellung, begleitet von einem Katalog, so 1925 „Von Delacroix bis Picasso“. Im Jahr 1926 „1850–1925. Fünfundsiebzig Jahre klassischer deutscher Malerei“, diese Ausstellung wurde in Zusammenarbeit mit der Dresdner Galerie Arnold geplant, wo vorher Ende des Jahres 1925 die Schau „Deutsche Malerei im XIX. Jahrhundert“ gezeigt wurde.
Perls schenkte 1926 der Nationalgalerie in Berlin, zu Ludwig Justis 50. Geburtstag, fünf Teile eines Wandbildes von Max Pechstein, mit denen das Speisezimmer seines Wohnhauses in Zehlendorf geschmückt war, dem Kupferstichkabinett schenkte er 1929 fünf Radierungen von Camille Pissarro.
Zu den Künstlern, die Perls und seine Familie porträtierten, gehörten neben Edvard Munch auch Josef Scharl. Hugo und Käte Perls ließen sich 1931 scheiden und lösten ihren Kunsthandel in Berlin auf. Beide übersiedelten 1931 nach Paris, wo er sich fortan mit philosophischen Studien zu Plato befasste, während sie die „Galerie Käte Perls“ betrieb. Die Söhne Franz (Frank) Richard Perls (1910–1975) und Klaus Günther (Gunther) Perls (1912–2008) zogen in die USA und wurden ebenfalls Kunsthändler: Klaus eröffnete 1937 mit seiner Mutter die New Yorker „Perls-Galleries“, Frank 1939 einen Kunsthandel in Beverly Hills. Der dritte Sohn Thomas Alfred Perls (1923–1982) wurde Ingenieur bei Lockheed. 1941 flohen Hugo und Käte Perls von Paris nach New York, wo er die schwedische Schriftstellerin Eugénie Söderberg (1903–1973) heiratete, 1973 heiratete er mit Monika Schall ein drittes Mal.

## Ausstellungen
- 1923: Eröffnungsausstellung mit Werken von u. a. Arnold Böcklin, Lovis Corinth, Gustave Courbet, Edgar Degas, Max Liebermann, Claude Monet, Alfred Sisley, Hans Thoma; „Romantiker und Nazarener“ (Gemälde, Aquarelle, Zeichnungen); Gemälde von u. a. Camille Corot, Auguste Renoir, Camille Pissarro
- 1924: Thomas Rowlandson; Gemälde von u. a. Paul Cézanne, Eugène Delacroix, Paul Gauguin, Pablo Picasso, Alfred Sisley
- 1925: „Von Delacroix bis Picasso. Hundert Gemälde, Aquarelle und Zeichnungen französischer Meister des XIX. Jahrhunderts“
- 1926: „1850–1925. Fünfundsiebzig Jahre klassischer deutscher Malerei“
- 1927: „Französische Malerei des XIX. Jahrhunderts“
- 1928: „Ausstellung altdeutscher und altniederländischer Gemälde“

## Schriften (Auswahl)
- Mousa, étude sur l'esthétique de Platon, in: Revue Philosophique, März 1934
- La Philosophie de Droit dans l'Oeuvre de Platon, in: Revue Philosophique, 1936
- La Savoir et la Foi Religieuse dans l'oeuvre de Platon, in: Mercure de France (Paris), 1938.
- L'Art et la Beauté vus par Platon. Paris: Skira, 1938
- Platon, sa conception du Kosmos. New York: Edition de la Maison Française, 1945
- Le Tyran d'aprés Platon. Oeuvres Nouvelles (New York), 1946
- Platon et Kant, Les 2 Concepts de Cause, in: Revue de Métaphysique et de Morale (Paris), 1937
- Le Secret de l'Art dans l'oeuvre de Goethe, in: Revue Philosophique, 1948
- Das Geheimnis der Kunst. Zürich: Artemis, 1959
- L'esthétique de Goethe, in: Revue Philosophique, 1960–1962
- Warum ist Kamilla schön? Von Kunst, Künstlern und Kunsthandel. München : Paul List, 1962; Hürth : edition memoria, 2023, ISBN 978-3-930353-44-6
- Plato, seine Auffassung vom Kosmos. Bern: Francke, 1966
- Die Komödie der Wahrheit. Bern: Francke, 1967
- Goethes Ästhetik und andere Aufsätze zur Literatur und Philosophie. Bern: Francke, 1969
- Lexikon der platonischen Begriffe. Bern: Francke, 1973